# 생화학의 역사

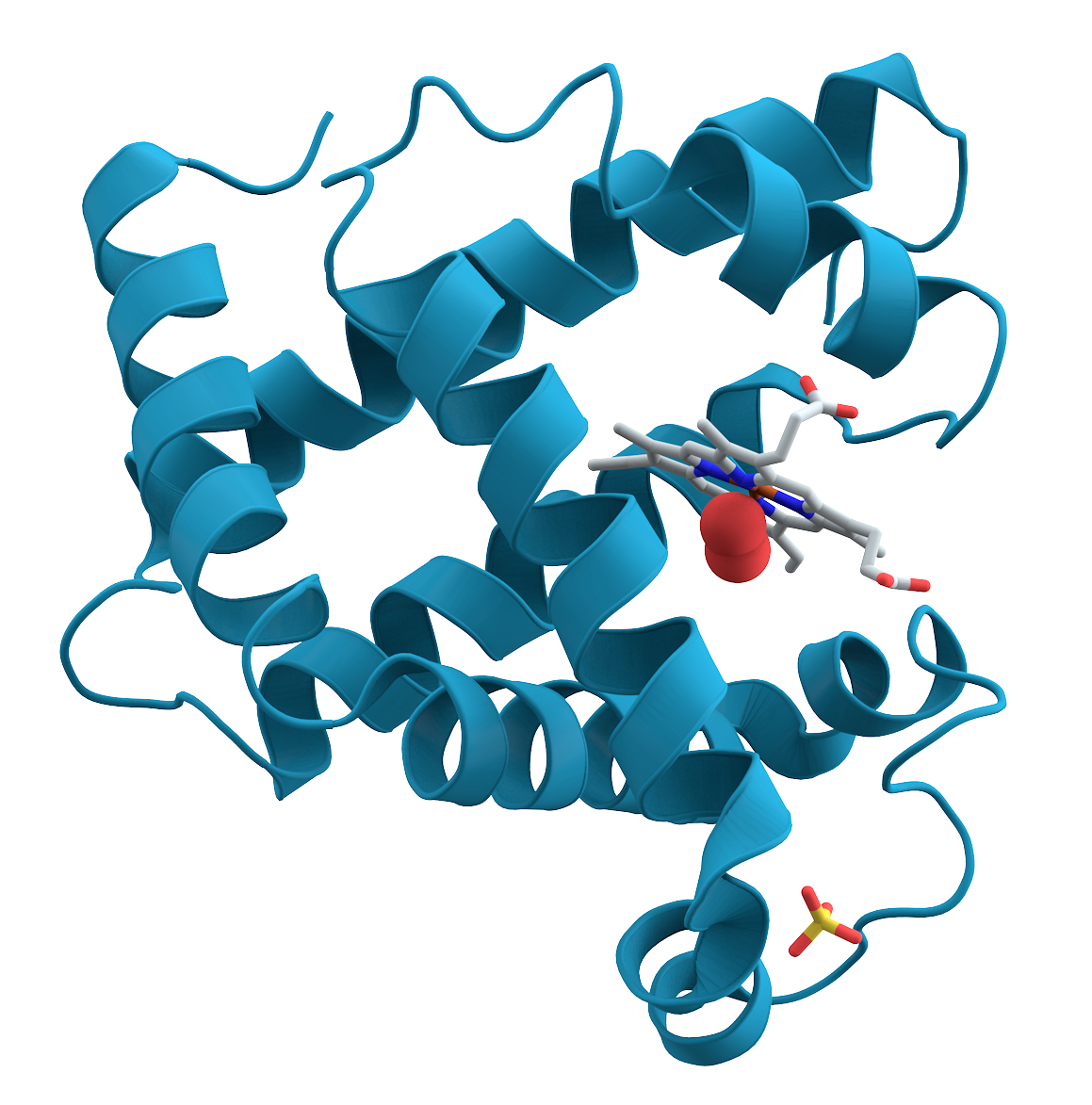
미오글로빈의 3차원 구조를 나타낸 것으로 알파 나선은 리본으로 표현되어 있다. 맥스 퍼루츠와 존 켄드루는 1958년에 X선 결정학으로 미오글로빈의 구조를 최초로 밝혀냈고, 이러한 공로로 1962년에 노벨 화학상을 수상하였다.

생화학의 역사(영어: history of biochemistry) 또는 생화학사(生化學史)는 생명의 구성과 과정에 관심이 많았던 고대 그리스 시대까지 거슬러 올라간다고 말할 수 있으나, 특정 과학 분야로서의 생화학은 대략적으로 19세기 초부터 시작되었다. 어떤 이들은 생화학의 시작이 앙셀름 파얜(Anselme Payen)이 1833년에 최초로 효소인 다이아스테이스(오늘날 아밀레이스라 불리는)를 발견한 것일지도 모른다고 주장하는 반면, 또 다른 이들은 에두아르트 부흐너가 세포 추출물에서 복잡한 생화학적 과정인 알코올 발효를 최초로 증명한 것을 생화학의 탄생으로 여기기도 한다. 일부는 1842년에 유스투스 폰 리비히의 생리학 및 병리학에서 물질대사에 대한 화학적 이론을 제시한 유기화학에서의 영향력 있는 연구를 생화학의 시작이라 꼽기도 하며, 또는 보다 이른 시기인 18세기에 앙투안 라부아지에의 발효 및 호흡에 대한 연구를 생화학의 시작이라 보기도 한다.
"생화학"이란 용어는 "생명, 생물"을 의미하는 "bio-" 와 "화학(chemistry)"의 결합에서 유래하였다. 생화학이란 단어는 1848년에 영어로 처음 기록되었으며, 1877년에 펠릭스 호페 자일러(Felix Hoppe-Seyler)는 《생리화학 저널》(Zeitschrift für Physiologische Chemie) 제1호의 서문에 생화학이란 용어를 생리화학의 동의어로 사용하였고, 생화학 연구 기관의 설립을 주장했다. 그럼에도 불구하고 일부는 독일의 화학자 칼 노이베르크(Carl Neuberg)가 1903년에 생화학이란 용어를 만들었다고 주장하며, 또 다른 이들은 프란츠 호프마이스터(Franz Hofmeister)가 생화학이란 용어를 만들었다고 주장하기도 한다.
생화학의 연구 주제는 생명체 내에서의 화학적 과정이며, 그 역사는 생명체의 복잡한 구성 요소의 발견과 이해 및 생화학적 대사 경로를 밝히는 것을 포함한다. 생화학의 대부분은 단백질, 탄수화물, 지질, 핵산 및 기타 생체분자와 같은 세포 구성 요소의 구조와 기능을 다룬다. 이러한 생체분자들의 물질대사 경로와 물질대사를 통한 화학 에너지의 흐름, 생체분자가 살아있는 세포 내에서 어떻게 작동하는지에 대해서도 다룬다. 또한 생화학은 생화학적 신호전달을 통한 정보 흐름의 조절과 관련된 생화학적 과정과 그것들이 어떻게 전체적인 생물의 기능과 관련되는지에 초점을 맞추고 있다. 지난 40년 동안 생화학은 생명의 과정을 설명하는데 성공적이었으며 식물학에서 의학에 이르는 생명과학의 거의 모든 분야가 생화학 연구를 하고 있다.
수 없이 다양한 생체분자 중에서 많은 것들은 유사한 반복 단위(단위체)로 구성된 복잡하고 큰 분자(중합체)이다. 생체분자 중합체의 각 부류는 기본 단위의 종류가 서로 다르다. 예를 들면, 단백질은 20가지의 아미노산들 중 선택된 아미노산들의 중합체이고, 탄수화물은 단당류, 올리고당류, 다당류로 알려진 당으로부터 형성된다. 지질은 지방산과 글리세롤로부터 형성되고, 핵산은 뉴클레오타이드로부터 형성된다. 생화학은 단백질과 같은 중요한 생물학적 분자의 화학적 특성 및 특히 효소 촉매 반응에 대해 연구한다. 세포 대사 및 내분비 시스템에 대한 생화학은 광범위하게 연구되었다. 생화학의 다른 영역으로는 유전 암호(DNA, RNA), 단백질 생합성, 세포막 수송 및 신호 전달이 있다.

## 생화학 이전

사체액설. 이 도표에서 각 종류의 음식은 다른 생리적 결과를 가져온다. 예를 들어 차고 건조한 음식은 검은 담즙을 생성한다.

생화학에 대한 연구는 생물학이 사람들로부터 관심을 받게 되었을 때부터 시작되었다고 볼 수 있다. 고대 중국인들은 연금술 및 생물학적 관심으로 인해 음양오행설에 기초한 의학 체계를 발전시켰다. 고대 인도에서는 의학에 대한 관심과 함께 시작되었는데, 인도인들은 그리스의 사체액설과 유사한 세 가지 체액 개념을 발전시켰다. 또한 그들은 조직으로 구성된 신체에 관심을 기울였다. 고대 그리스인들의 생화학 개념은 물질과 질병에 관한 사상들과 관련이 있는데, 건강은 사원소와 사체액의 균형에서 비롯된다고 생각하였다. 초창기 과학의 다수의 분야에서처럼 이슬람 세계는 초기 생물학의 발전과 연금술의 발전에 크게 기여하였다. 특히 이븐 시나는 《의학전범》(The Canon of Medicine)에서 임상시험 및 임상약리학을 소개했다. 화학의 측면에서, 초기 발전은 야금술, 과학적 방법, 원자론의 초기 이론을 포함한 연금술의 이해, 탐구에 크게 의존하였다. 보다 최근에 화학 연구는 멘델레예프의 주기율표, 돌턴의 원자론, 질량 보존의 법칙과 같은 획기적인 사건으로 나타낼 수 있다. 마지막으로 언급된 질량 보존의 법칙은 열역학과 화학을 연결하기 때문에 세 가지 중 가장 중요하다.

## 효소

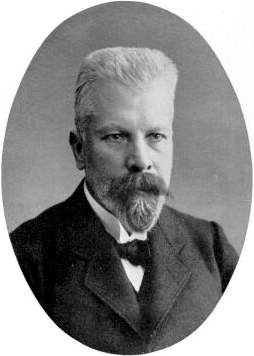
에두아르트 부흐너

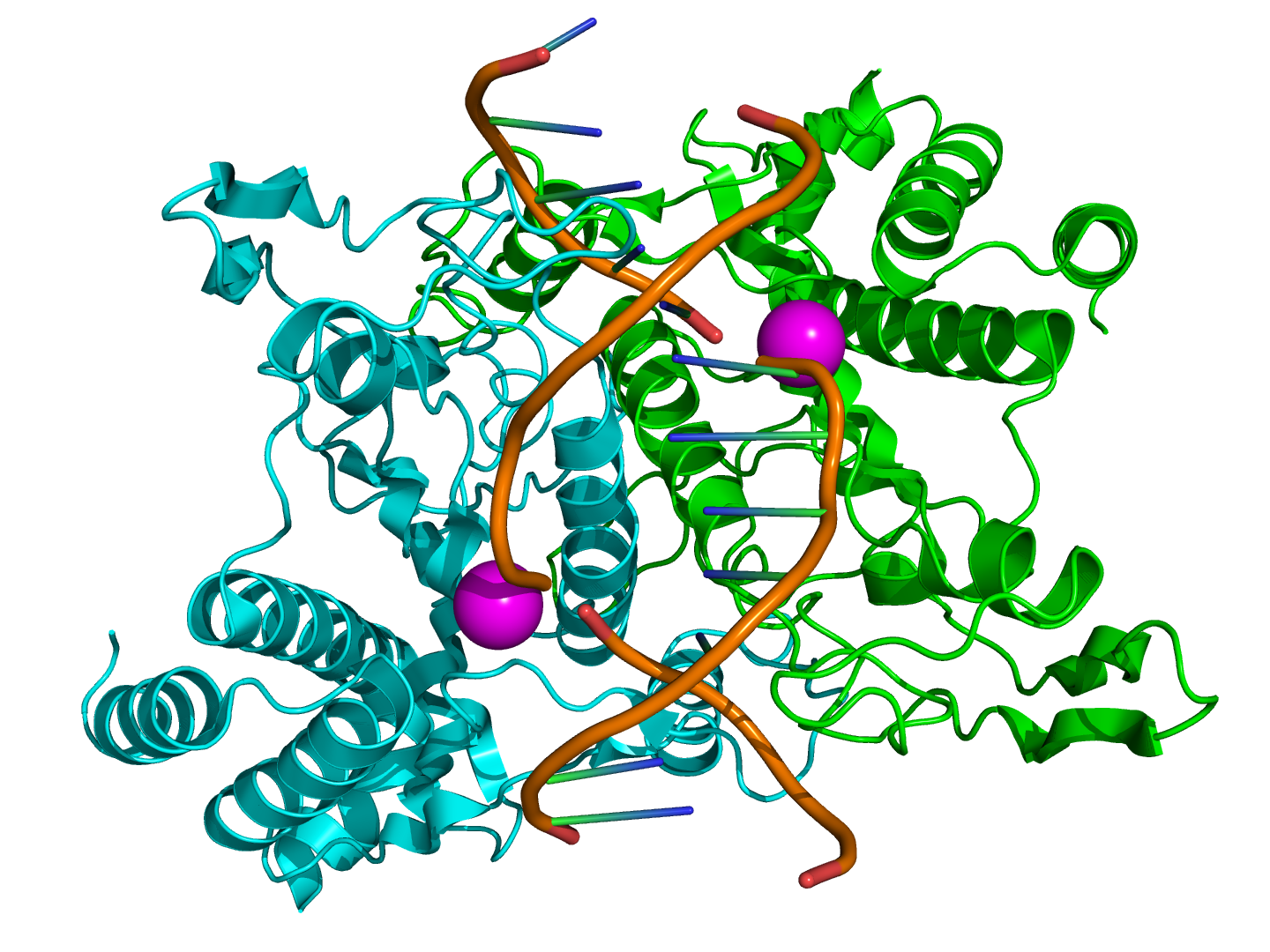
위 그림은 제한효소 EcoR1을 컴퓨터를 이용해 3D 형태로 재현한 것이다.

18세기 말과 19세기 초에 위분비물에 위한 고기의 소화 및 식물 추출물과 타액에 의해 녹말이 당으로 변환된다는 것이 알려져 있었다. 그러나 이러한 일이 일어난 기작은 밝혀져 있지 않았다.
19세기에 효모에 의한 알코올 발효를 연구했을 때, 루이 파스퇴르는 발효가 발효소(ferment)라고 불리는 효모 세포 내에 포함된 생명력에 의해 촉매된다고 결론짓고, 이러한 일이 살아있는 생명체 내에서만 가능하다고 생각했다. 파스퇴르는 "알코올 발효는 세포의 죽음이나 부패가 아닌 효모 세포의 생명 및 조직과 상호연관된 작용이다."라고 기록했다.
앙셀름 파얜은 1833년에 다이아스테이스라고 불리는 최초의 효소를 발견했으며, 1878년에 독일의 생리학자 빌헬름 퀴네 (1837~1900)는 이 과정을 설명하기 위해 그리스어 "ενζυμον", "(in leaven)"에서 유래한 효소라는 용어를 만들었다. 효소라는 단어는 나중에 펩신과 같은 살아있지 않는 것들을 지칭하는데 사용되었으며, 발효소(ferment)는 생명체에 의해 생성된 화학적 활성을 지칭하는데 사용되었다.
1897년에 에두아르트 부흐너는 살아있는 효소 세포가 없더라도 당을 발효시키는 효모 추출물의 능력에 대해 연구하기 시작했다. 베를린 훔볼트 대학교에서 행해진 일련의 실험에서 부흐너는 혼합물에 살아있는 효모 세포가 없을 때에도 당이 발효된다는 것을 발견했다. 부흐너는 설탕을 발효시키는 효소를 "치메이스(zymase)"라고 이름지었다. 부흐너는 "생화학 연구와 무세포 발효의 발견"에 대한 공로로 1907년에 노벨 화학상을 수상했다. 부흐너의 예를 따라 효소는 일반적으로 그 효소가 수행하는 반응에 따라 명명된다. 보통 접미사 "-ase"는 기질의 이름 뒤에 붙이거나(예: 락테이스는 락토스(젖당)분해효소이다), 반응의 유형(예: DNA 중합효소는 DNA 중합체를 형성한다)에 따른다.
효모가 살아있는 세포 외부에서 기능할 수 있다는 것을 보여주었기 때문에, 다음 단계는 생화학적 성질을 결정하는 것이었다. 많은 초기 연구자들은 효소 활성이 단백질과 관련되어 있다고 지적했지만, 몇몇 과학자들은(노벨 화학상 수상자인 리하르트 빌슈테터 같은) 단백질이 효소의 운반체일 뿐이며 단백질 자체는 촉매 작용을 할 수 없다고 주장했다. 그러나 1926년에 제임스 섬너는 유레이스(urease, 요소가수분해효소)가 순수 단백질이며 결정화할 수 있음을 밝혀냈고, 1937년에 카탈레이스로도 마찬가지임을 보여주었다. 순수 단백질이 효소일 수 있다는 결론은 소화 효소인 펩신 (1930), 트립신, 키모트립신을 연구한 존 하워드 노스럽, 웬들 메러디스 스탠리에 의해 결정적으로 입증되었다. 제임스 섬너, 존 노스럽, 웬들 스탠리는 1946년에 노벨 화학상을 수상했다.
효소가 결정화될 수 있다는 발견은 과학자들이 마침내 X선 결정학으로 효소의 구조를 풀어낼 수 있다는 것을 의미했다. 이러한 시도는 눈물, 타액, 달걀 흰자에서 발견되며 일부 세균의 외막을 분해하는 효소인 라이소자임에 대해 처음 수행되었으며, 라이소자임의 구조는 데이비드 칠턴 필립스(David Chilton Phillips)가 이끈 연구진에 의해 규명되었고, 1965년에 발표되었다. 이렇게 밝혀진 라이소자임의 고해상도 구조는 구조생물학의 시작과 효소가 원자 수준에서 어떻게 작동하는지 이해하려는 노력의 성과를 보여준다.

## 물질대사

### 초창기 물질대사의 관심 대상

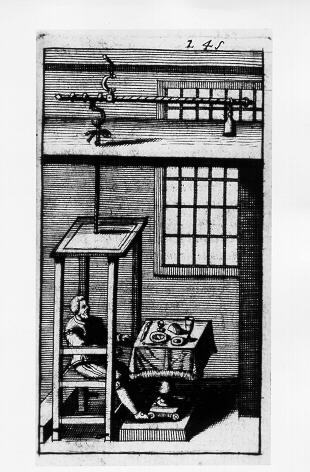
1614년에 발행된 《의학 기준(Ars de statica medecina)》에서 대저울 속에 있는 산토리오 산토리오

"물질대사(metabolism)"라는 용어는 "변화(change)" 또는 "바꿈(overthrow)"을 의미하는 그리스어 "Μεταβολισμός – Metabolismos"에서 유래되었다. 물질대사에 관한 과학적 연구의 역사는 800년 전까지 거슬러 올라간다. 초기 물질대사에 관한 연구는 다마스쿠스의 이슬람 학자인 이븐 알 나피스(Ibn al-Nafis)에 의해 13세기에 시작되었다. 알 나피스는 자신의 가장 유명한 작품인 《독학 신학》(Theologus Autodidactus)에서 "신체와 모든 신체의 부분들은 지속적인 영양분 공급, 분해 상태가 되어 영구적인 변화가 불가피하다"라고 언급했다. 비록 알 나피스가 생화학적 개념에 관심을 가진 최초의 의사였지만, 사람의 물질대사에 대한 최초의 통제 실험은 1614년 산토리오 산토리오가 《의학 기준》(Ars de statica medecina)이란 책으로 발표했다. 이 책에서 산토리오는 식사, 수면, 일하기, 성관계, 금식, 음주, 배설하기 전후의 자신의 체중이 어떻게 변하는지 설명하고 있다. 산토리오는 섭취한 음식의 대부분이 그가 "불감증산(insensible perspiration)"이라 불렀던 것을 통해 소모된다는 것을 발견했다.

### 물질대사: 20세기 ~ 현재
가장 많은 연구를 한 현대 생화학자 중 한 명은 물질대사 연구에 큰 기여를 한 한스 크렙스인데, 크렙스는 오토 바르부르크의 제자였고, 바르부르크는 에밀 피셔의 제자였다. 크렙스는 요소 회로를 발견했고, 후에 한스 콘버그(Hans Kornberg)와 함께 시트르산 회로와 글리옥실산 회로를 발견했다. 이러한 발견으로 크렙스는 필수 보조 인자인 조효소 A를 발견한 프리츠 알베르트 리프만과 1953년에 노벨 생리학의학상을 공동 수상했다.

#### 포도당 흡수
1960년에 생화학자 로버트 크레인(Robert K. Crane)은 소장에서 포도당 흡수 메커니즘으로 Na+-포도당 공동수송을 발견했다. 이것은 생물학에서 혁명을 불러일으킨 것처럼 보이는 이온의 이동과 기질의 이동을 짝짓는 최초의 제안이었다. 그러나 만약 포도당의 분자 구조와 화학적 구성에 대한 발견이 없었다면, 이러한 발견은 불가능했을 것이다. 이 발견들은 1902년에 노벨 화학상을 수상한 독일의 화학자 에밀 피셔가 크게 기여한 것으로 밝혀졌다.

### 해당과정

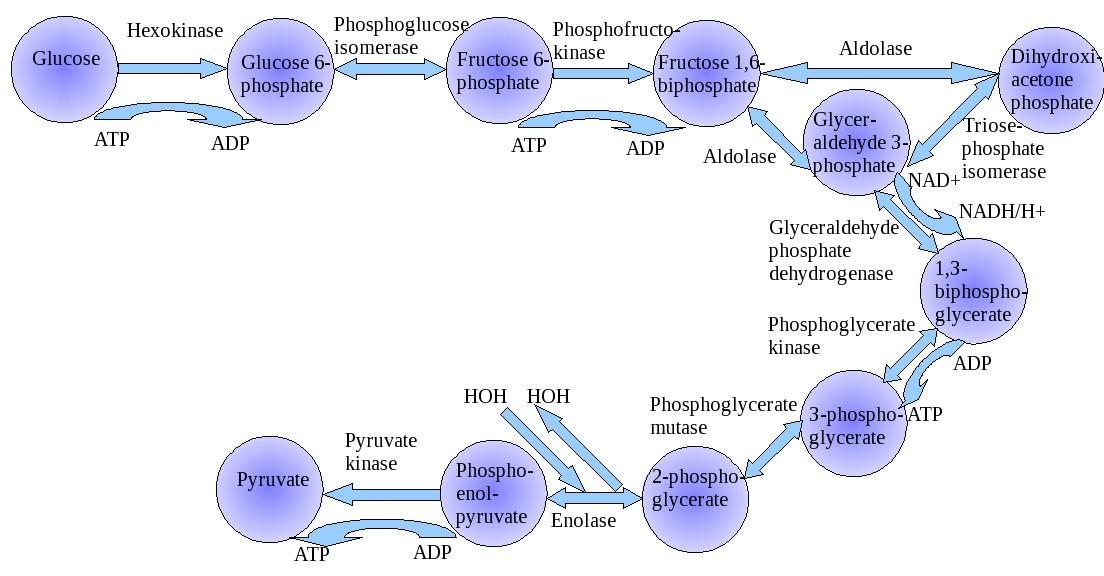
해당과정의 각 단계 반응들과 그 반응들을 촉매하는 효소들

물질대사는 물질의 분해(이화작용)와 물질의 합성(동화작용)에 초점을 맞추기 때문에, 포도당의 사용과 이에 따른 ATP의 합성을 관련시키는 것이 물질대사에 대한 이해의 기본이다. 신체에서 발견되는 해당과정의 가장 흔한 유형은 구스타프 엠덴(Gustav Embden), 오토 마이어호프(Otto Meyerhof), 야콥 카롤 파르나스(Jakob Karol Parnas)가 발견한 엠덴-마이어호프-파르나스 경로(Embden-Meyerhof-Parnas Pathway, EMP Pathway)이다. 엠덴, 마이어호프, 파르나스는 해당과정이 인체의 효율과 생산을 결정하는 중요한 과정임을 발견했다. 해당과정 경로의 중요성은 해당과정의 개별 단계를 확인함으로써 의사와 연구자들이 심한 빈혈로 이어질 수 있는 피루브산 키네이스 결핍증(pyruvate kinase deficiency)과 같은 대사 장애 부위를 정확하게 찾아낼 수 있다는 것이다. 이것은 세포와 생명체가 적절한 기능을 하는 대사 경로 없이는 생존할 수 없기 때문에 매우 중요하다.

## 기기의 발전 (20세기)

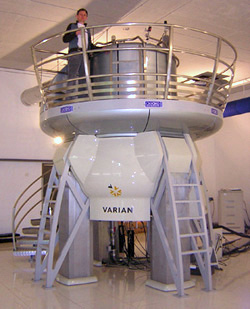
이것은 21.2T(테슬라)의 자석을 포함한 HWB-NMR로 알려진 매우 거대한 NMR 기기의 예이다.

생화학은 특히 20세기 중반 이후에 크로마토그래피, X선 회절, NMR 분광학(nuclear magnetic resonance spectroscopy), 방사성 동위원소 표지, 전자 현미경 및 분자동역학 시뮬레이션과 같은 새로운 기술의 개발과 함께 발전했다. 이러한 기술은 해당과정 및 시트르산 회로와 같은 세포의 많은 분자와 대사 경로에 대한 발견과 상세한 분석을 가능하게 했다. NMR 기기의 예로 HWB-NMR과 같은 일부 기기의 경우 크기가 매우 커서 몇 백 달러에서 수 백만 달러(사진에 보이는 기기의 경우 1,600만 달러)의 비용이 든다는 것을 보여준다.

### 중합효소 연쇄 반응

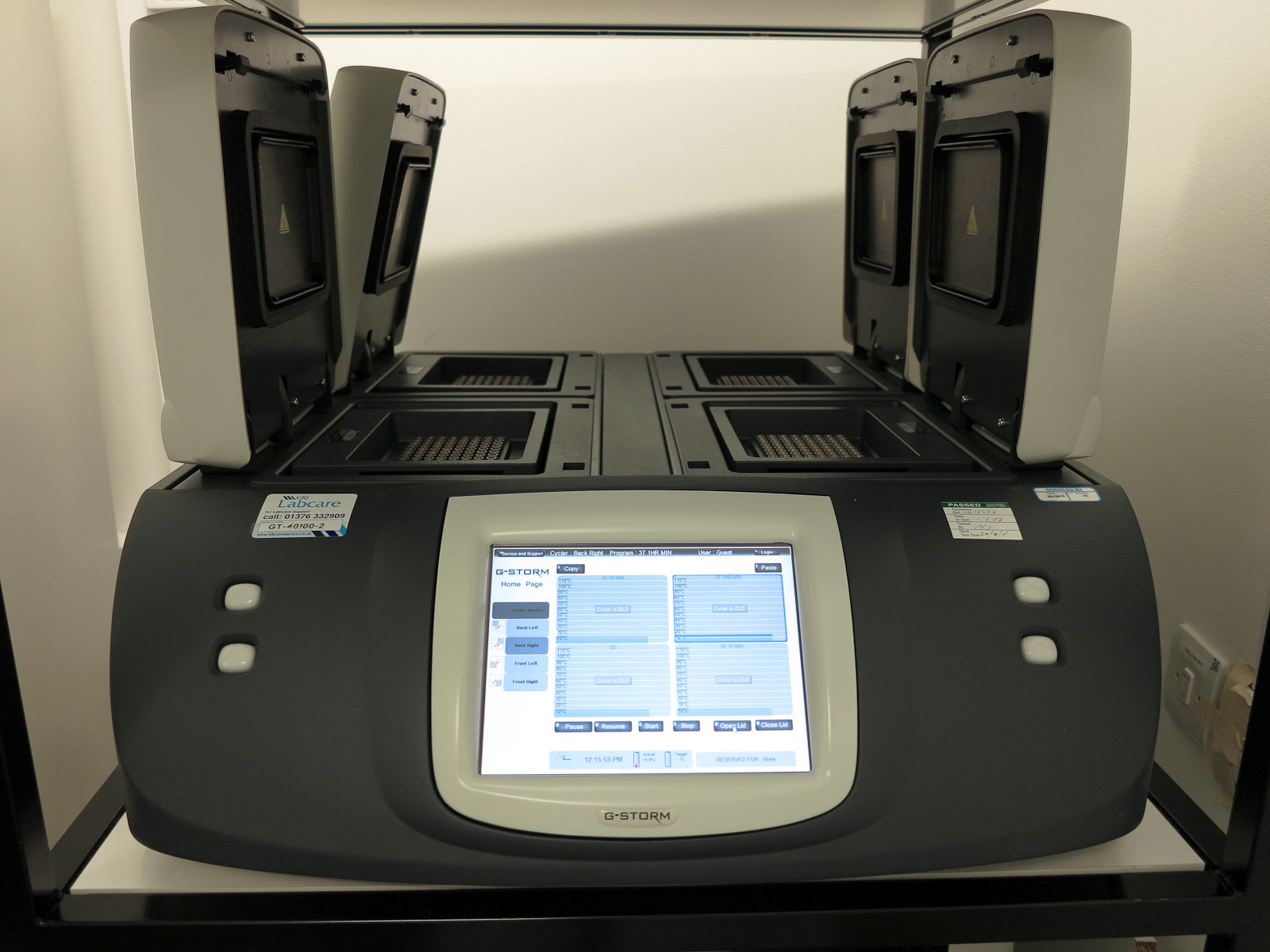
위 그림은 현재 중합효소 연쇄 반응에서 사용 중인 유전자 증폭기의 모델이다.

중합효소 연쇄 반응(PCR)은 현대 생화학에 혁명을 일으킨 중요한 유전자 증폭 기술이다. 중합효소 연쇄 반응은 1983년 캐리 멀리스에 의해 개발되었다. 중합효소 연쇄 반응에는 3단계가 있는데 1) DNA 변성, 2) 프라이머의 결합, 3) DNA 합성이다. 이 과정의 간단한 예를 보여주는 단계는 이 문단의 오른쪽 아래에 있는 그림에서 볼 수 있다. 이 기술은 단일 유전자의 복제물을 수 백 또는 수 백만 부로 증폭시킬 수 있게 해주며, 세균과 유전자 발현을 연구하기를 원하는 생화학자를 위한 실험 계획안의 초석이 되었다. 중합효소 연쇄 반응은 유전자 발현 연구에 사용될 뿐만 아니라 림프종, 일부 유형의 백혈병 및 때때로 의사들을 곤혹스럽게 만드는 악성 질환을 진단하는데 이용될 수 있다. 중합효소 연쇄 반응 기술의 발전이 없었더라면 세균 연구 및 단백질 발현 연구에서의 수 많은 발전의 성과를 낼 수 없었을 것이다. 중합효소 연쇄 반응의 이론과 과정의 발전은 중요하지만 유전자 증폭기(thermal cycler)의 발명도 중요한데 이는 중합효소 연쇄 반응 과정이 유전자 증폭기 없이는 불가능하기 때문이다. 이것은 생화학과 같은 과학에서 근면한 연구 활동으로 인한 이론적인 개념의 발전과 더불어 기술의 발전도 역시 중요하다는 것을 의미한다.

중합효소 연쇄 반응(PCR)의 세 단계. 1) DNA 변성, 2) 프라이머의 결합, 3) DNA 합성.

## 같이 보기
- 생물학의 역사
- 화학의 역사
- 분자생물학의 역사
- RNA 생물학의 역사
- 물질대사
- 해당과정
- 시트르산 회로

## 관련 문헌
- Fruton, Joseph S. Proteins, Enzymes, Genes: The Interplay of Chemistry and Biology. Yale University Press: New Haven, 1999. ISBN 0-300-07608-8
- Kohler, Robert. From Medical Chemistry to Biochemistry: The Making of a Biomedical Discipline. Cambridge University Press, 1982.